# 尧建云
尧建云（1963年12月11日—2018年8月30日），江西临川人，中华人民共和国商人，曾有“亚洲赌王”之称。后来因赌博致残，于是积极以身劝赌。

## 生平
1986年7月结识江西人阳某，学习出千技术。1998年10月，尧建云在赌博中出千被人发现，左手被砍断3根手指，双腿被枪击，后在医院截去双腿膝盖以下部位。
2003年12月后，尧建云开始在全国各地以身劝赌。2004年12月接受中央电视台第七频道《乡约》栏目专访，讲述自己的因赌致残的往事。
2011年参加北京卫视《BTV秀场》的《南北千王对决反赌》节目，与马洪刚、“南方赌王”欧阳志福、“骰子女神”上官玉揭秘赌术。
2018年8月因舌癌离世。